# 대한민국 형사소송법 제244조의4
대한민국 형사소송법 제244조의4는 수사과정의 기록에 대한 형사소송법의 조문이다.

## 조문
제244조의4(수사과정의 기록) ① 검사 또는 사법경찰관은 피의자가 조사장소에 도착한 시각, 조사를 시작하고 마친 시각, 그 밖에 조사과정의 진행경과를 확인하기 위하여 필요한 사항을 피의자신문조서에 기록하거나 별도의 서면에 기록한 후 수사기록에 편철하여야 한다.
②제244조제2항 및 제3항은 제1항의 조서 또는 서면에 관하여 준용한다. ③제1항 및 제2항은 피의자가 아닌 자를 조사하는 경우에 준용한다. [본조신설 2007.6.1]

## 참고 문헌
- 손동권 신이철, 새로운 형사소송법(초판, 2013), 세창, 2013. ISBN 9788984114081